# 桂鯛蔵 (2代目)
2代目桂 鯛蔵（かつら たいぞう、1979年2月10日 - ）は、日本の落語家。本名∶丸岡 忠佐。広島県広島市出身。広島市立戸坂中学校、広島市立基町高等学校（第48期生）を経て、専修大学法学部法律学科卒業。

## 人物
2003年に大学を卒業し、同年6月1日に桂都丸（現：4代目桂塩鯛）に入門。所属事務所は米朝事務所。上方落語協会会員。
2010年8月に師匠都丸の4代目桂塩鯛襲名に伴い、自身も2代目として「桂鯛蔵」と改名。
落語家・講談師のユニット「セブンエイト」のメンバー。
同ユニット主催のイベント「7時だヨ!8人集合」に出演している。
2010年12月、繁昌亭大賞輝き賞を受賞。